# Cecrops I
Cecrops I (/ˈsiːkrɒps/; tiếng Hy Lạp cổ: Κέκροψ, Kékrops; gen.: Κέκροπος) là một vị vua thần thoại của Attica, người sáng lập và là vị vua đầu tiên, một anh hùng văn hóa của Athens.

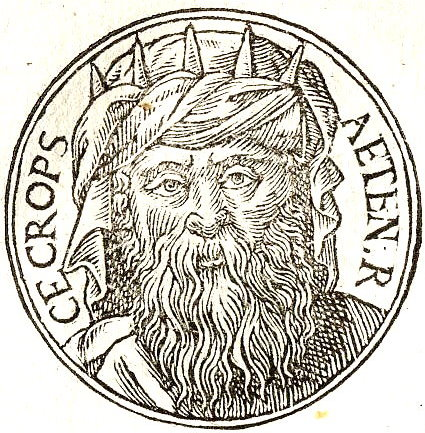
Cecrops I from "Promptuarii Iconum Insigniorum "

Theo truyền thuyết, vua Cecrops I có thân hình nửa người nửa bò sát, phần thân trên giống một người đàn ông bình thường, song phần thân dưới lại trông giống như đuôi bò sát. Ông vua này cũng được đồn đại là người cực kỳ thông thái, am tường nhiều kiến thức trên trời dưới đất. Nhờ sự hiểu biết của mình vua Cecrops I đã dạy người Athens kết hôn thay vì kết đôi ngẫu nhiên, không những vậy ông còn dạy họ cách đọc, viết và chôn cất người chết theo lễ nghi chu đáo.
Tương truyền vua Cecrops I cũng là người lựa chọn nữ thần Athena làm thần bảo trợ cho Athens.